# Подлиман
Подлима́н (укр. Підлиман) — село, Подлиманский сельский совет, Боровский район, Харьковская область, Украина.
Код КОАТУУ — 6321084001. Население по переписи 2001 г. составляет 1460 (687/773 м/ж) человек.
Является административным центром Подлиманского сельского совета, в который, кроме того, входит село
Нижняя Журавка.

## Географическое положение
Село Подлиман находится левом берегу Оскольского водохранилища (река Оскол).
В 2-х км выше по течению располагается пгт Боровая.
На таком же расстоянию ниже по течению находится село Нижнее Соленое.
На противоположном берегу расположены сёла Бахтын и Гороховатка.
От водохранилища село отделяет большой лесной массив (сосна) - урочище Боровская Дача.
Через село проходит железная дорога, станция Преддонбасовская и посадочная платформа Подлиманская.
Рядом проходит автомобильная дорога Т-2109.

## История
- 1785 — дата первого упоминания о селе[1].
- В годы войны минимум 300 жителей воевали на фронтах в рядах РККА и Советской армии; из них погибли 198 воинов; 238 из них были награждены орденами и медалями СССР.[2]
- При СССР в селе работал колхоз "Заповит (Завещание) Ленина", в котором были пожарное депо, склад ГСМ, столовая, молочно-товарные фермы №1 и №2, птице-товарная ферма.[3]
- В Подлимане и его ближайших окрестностях при СССР были построены и работали пять баз отдыха: "Голубая волна", "Дзержинец" ИПЗ, "Оскол", "Чайка" и "Химик".[3]
- В 1993 году в селе действовали сельсовет, колхоз, пять баз отдыха, Дом культуры, детский сад, Дом быта, баня, медпункт, магазины, отделение связи, школа, подстанция ЛЭП, насосная станция.[3]
- Во время вторжения России на Украину село было оккупировано российской армией, а 4 октября было освобождено армией Украины[4].

## Образование
В селе Подлиман два учебных заведения: школа и детский сад «Струмо́чек».

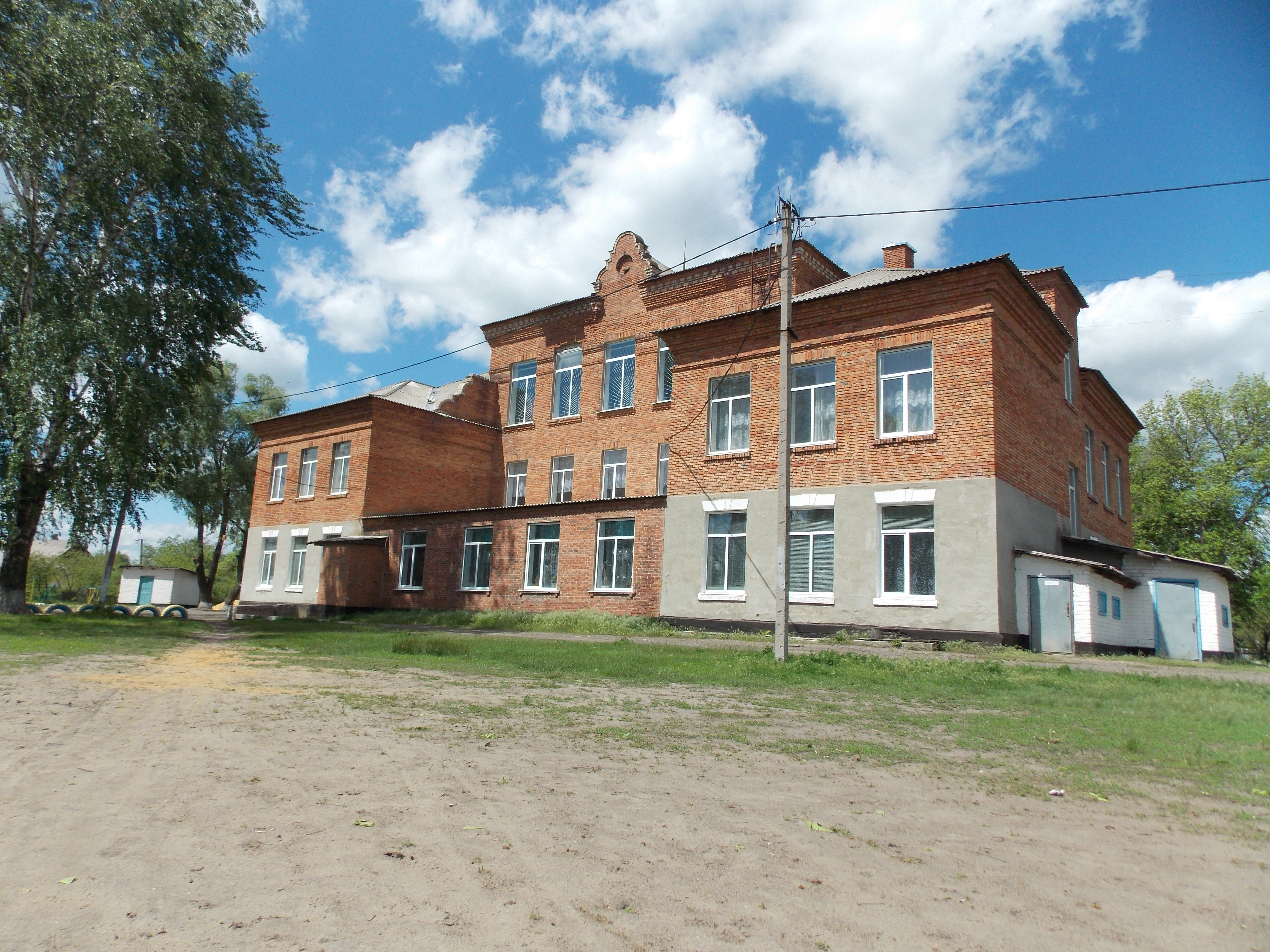
Подлиманская ООШ I—III ст, 1899 год

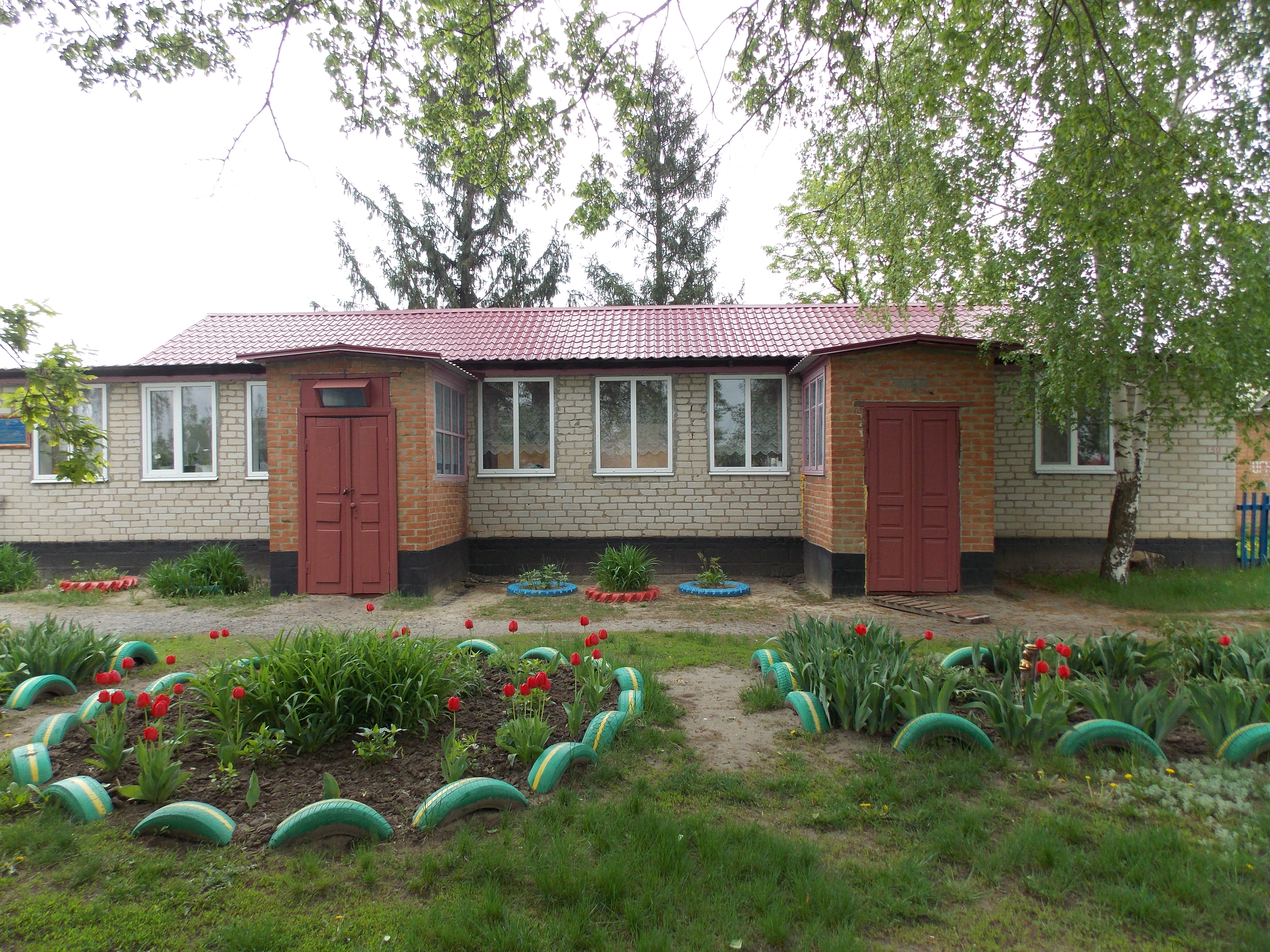
Детский сад «Струмочок»

## Экономика
- В селе при ССР была молочно-товарная ферма.
- Фермерское хозяйство «Монолит».
- Фермерское хозяйство «Маяк».
- Сельхозпредприятие «Подлиманское».
- Продуктовые магазины: «Минимаркет», «Калинка», «Продукты».
- Магазин хозяйственных товаров.
- Почтовое отделение.
- База отдыха «Голубая волна».
- База отдыха «Дзержинец» от Изюмского приборостроительного завода.
- База отдыха «Оскол».
- База отдыха «Сосновый бор»
- База отдыха «Химик».
- База отдыха «Чайка».

## Достопримечательности
- Братская могила советских воинов РККА и памятный знак воинам-односельчанам. Похоронены 66 павших воинов.
- Гидрологический заказник местного значения «Подлиманский». Площадь 43,1 га. Уникальное низинное болото с глубоким торфяником.